# Consolida stocksiana
Consolida stocksiana là một loài thực vật có hoa trong họ Mao lương. Loài này được (Boiss.) Nevski mô tả khoa học đầu tiên năm 1948.